# Могила льва (поэма)
«Могила льва» — поэма Янки Купалы, завершённая 2 июля 1913 года на хуторе Акопы. Впервые опубликована в Минске в газете «Беларусь» 19—20 февраля 1920 года. Отдельным изданием вышла в Минске в 1927 году тиражом в 3000 экземпляров. Рассказывает о бедах белорусского народа накануне революционных событий.

## Описание
За основу сюжета поэмы взята легенда о возникновение Могилёва, который, согласно легенде, был основан около могилы Машеки на горе под названием «Могила льва» или «Машекова гора». Народная легенда стала только отправной точкой для создания произведения и автор взял только канву сюжета и народные представлении о Машеке как о богатыре с большим ростом и силой. Образ Машеки получил у Купалы принципиально отличную от фольклорной интерпретацию. Автор изменил мотивы, по которым возлюбленная Машеки уходит от него к пану, вследствие чего образ Машеки подается не как народного защитника, который мстит пану за народную обиду, а как разбойника, ослепленного личной обидой, который одинаково враждебен в своей мести и обществу и пану. Основная идея поэмы — осуждение противопоставления личности и народа, осуждение эгоизма, слепого индивидуализма, неразвитости общественного самосознания.
Образ возлюбленной Машеки Натальки в поэме является противоречивым. С одной стороны, она — героиня, которая поднимает справедливый карающий меч, выполняя народную волю и приговор разбойнику Машеке. Но, с другой стороны, она выступает предательницей, которая стала причиной бешенства и разбоя Машеки, его жизненной драмы. Образы Натальки, и Машеки являются необыкновенными, глубоко романтическими. Поэма об их любви является романтическим произведением и не содержит реалистичного раскрытия состоянию души героев и мотивации поступков. Поэт романтически трактует любовь как загадку, как наваждение. Страдания любви, однако, оказались ничем по сравнению со страданиями измены. Измена Натальки в поэме подается не как её вина, а как жертва «людской хитрости», «домогательств», панских ухаживаний. В своим единении с родной замлей и обществом Наталька становится героиней. Народная память о ней прощает, что она, ослепленная панскими хоромами, когда-то оставила свою деревню.
Кровавая развязка любовной коллизии в поэме — как предупреждение от Купалы об опасности быть оторванным от своего народа. Личная обида разбойника Машеки перарастает у Купалы в проблему национальной обиды в целом, в утверждение, что «обида целого общества» является правомерной, вдохновляющей, гуманистической силой.
По своей форме поэма простая, основывающаяся на классической симметричности композиции: состоит из 20 разделов, каждый из которых состоит из 6 катренов одинаковой рифмовки. Четырёхстопный ямб в первых и третьих строках построен на женской рифме.

## Переводы и художественные воплощения
На русский язык поэму перевел М. Исаковский, на украинский — М. Нагнибеда. По мотивам поэмы и других произведений Купалы на киностудии «Беларусьфильм» в 1971 году был снят одноимённый кинофильм.
По мотивах поэмы Г. Пукст написал оперу «Машека», а Е. Глебов — симфоническую «Поэму-легенду».